# チェイス・ウィットリー
チェイス・コールマン・ウィットリー（Chase Coleman Whitley, 1989年6月14日 - ）は、アメリカ合衆国アラバマ州クリバーン郡ランバーン出身の元プロ野球選手（投手）。

## 経歴

### プロ入りとヤンキース時代
2010年のMLBドラフト15巡目（全体475位）でニューヨーク・ヤンキースから指名され、プロ入り。契約後、傘下のA-級スタテンアイランド・ヤンキースでプロデビュー。28試合に登板して4勝2敗15セーブ・防御率1.31・44奪三振の成績を残した。9月にA+級タンパ・ヤンキースへ昇格し、2試合に登板した。
2011年はまずA+級タンパでプレーし、23試合に登板して0勝1敗6セーブ・防御率1.68・40奪三振の成績を残した。6月にAA級トレントン・サンダーへ昇格。19試合に登板して勝4敗1セーブ・防御率3.38・37奪三振の成績を残した。
2012年はまずAA級トレントンで2試合に登板した後、4月にAAA級スクラントン・ウィルクスバリ・ヤンキースへ昇格。41試合（先発2試合）に登板して9勝5敗1セーブ・防御率3.25・66奪三振の成績を残した。
2013年はAAA級スクラントン・ウィルクスバリでプレーし、29試合（先発5試合）に登板して3勝2敗・防御率3.06・62奪三振の成績を残した。
2014年はAAA級スクラントン・ウィルクスバリで開幕を迎え、7試合に登板。3勝2敗・防御率2.39の成績で、5月15日にヤンキースとメジャー契約を結んでアクティブ・ロースター入りした。同日のニューヨーク・メッツ戦で先発起用されメジャーデビュー。4回2/3を2安打無失点2四球4奪三振に抑えた。
2015年は春先に田中将大が離脱した際、代役の1人として4試合に先発登板したが、5月14日に肘に痛みを発症し、最終的にはトミー・ジョン手術を受けることになった。同年の最終成績は、1勝2敗・防御率4.19・5四球・16奪三振という内容だった。

### レイズ時代
2015年11月20日にウェイバー公示を経てタンパベイ・レイズへ移籍した。2016年2月18日に前年のトミー・ジョン手術のリハビリのため、60日間の故障者リストに入った。9月6日にメジャー昇格し、11日のヤンキース戦で復帰登板を果たした。最終的には5試合に登板し、うち1試合が先発登板。限られた登板機会ながら、いずれも自己ベストの防御率2.51・WHIP1.12・与四球率1.9・奪三振率9.4を記録。翌2017年は自己最多の41試合に登板した。

### ブレーブス時代
2017年12月1日にウェイバー公示を経てアトランタ・ブレーブスへ移籍した。
2018年は開幕から主に傘下のAAA級グウィネット・ストライパーズでプレーし、8月18日に40人枠外となった。

## 詳細情報

### 年度別投手成績
| 年 度     | 球 団     | 登 板 | 先 発 | 完 投 | 完 封 | 無 四 球 | 勝 利 | 敗 戦 | セ 丨 ブ | ホ 丨 ル ド | 勝 率 | 打 者 | 投 球 回 | 被 安 打 | 被 本 塁 打 | 与 四 球 | 敬 遠 | 与 死 球 | 奪 三 振 | 暴 投 | ボ 丨 ク | 失 点 | 自 責 点 | 防 御 率 | W H I P |
| --------- | --------- | ----- | ----- | ----- | ----- | -------- | ----- | ----- | -------- | ----------- | ----- | ----- | -------- | -------- | ----------- | -------- | ----- | -------- | -------- | ----- | -------- | ----- | -------- | -------- | ------- |
| 2014      | NYY       | 24    | 12    | 0     | 0     | 0        | 4     | 3     | 0        | 0           | .571  | 330   | 75.2     | 94       | 10          | 18       | 0     | 4        | 60       | 2     | 0        | 44    | 44       | 5.23     | 1.48    |
| 2015      | NYY       | 4     | 4     | 0     | 0     | 0        | 1     | 2     | 0        | 0           | .333  | 84    | 19.1     | 20       | 3           | 5        | 0     | 2        | 16       | 2     | 0        | 9     | 9        | 4.19     | 1.29    |
| 2016      | TB        | 5     | 1     | 0     | 0     | 0        | 0     | 0     | 0        | 3           | ----  | 61    | 14.1     | 13       | 2           | 3        | 0     | 0        | 15       | 0     | 0        | 7     | 4        | 2.51     | 1.12    |
| 2017      | TB        | 41    | 0     | 0     | 0     | 0        | 2     | 1     | 2        | 5           | .667  | 238   | 57.1     | 48       | 4           | 16       | 2     | 3        | 43       | 2     | 0        | 29    | 26       | 4.08     | 1.12    |
| 2018      | ATL       | 1     | 0     | 0     | 0     | 0        | 0     | 0     | 0        | 0           | ----  | 6     | 1.0      | 2        | 1           | 1        | 0     | 0        | 1        | 0     | 0        | 2     | 2        | 18.00    | 3.00    |
| 通算：5年 | 通算：5年 | 75    | 17    | 0     | 0     | 0        | 7     | 6     | 2        | 8           | .538  | 719   | 167.2    | 177      | 20          | 43       | 2     | 9        | 135      | 6     | 0        | 91    | 85       | 4.56     | 1.31    |

### 背番号
- 39（2014年 - 2015年）
- 47（2016年 - 2017年）
- 46（2018年）